# Trappola negli abissi
Trappola negli abissi (Submerged) è film statunitense, di genere d'azione, del 2000 diretto da Fred Olen Ray.

## Trama
Un gruppo di terroristi sostituisce il pilota del volo 367 (Los Angeles-Hawaii), che porta l'aereo ad inabissarsi in mare. L'obiettivo dei terroristi è una valigetta che contiene un computer in grado di controllare un satellite della difesa nazionale, chiamato "Nova One", in grado di lanciare missili nucleari. Una squadra di "Navy Seals" è incaricata del recupero del computer.